# Christine Koch

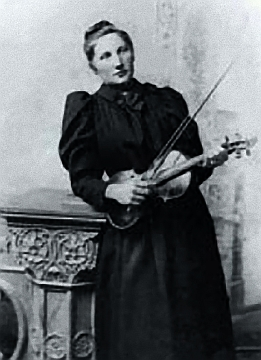
Christine Koch im Jahr 1896

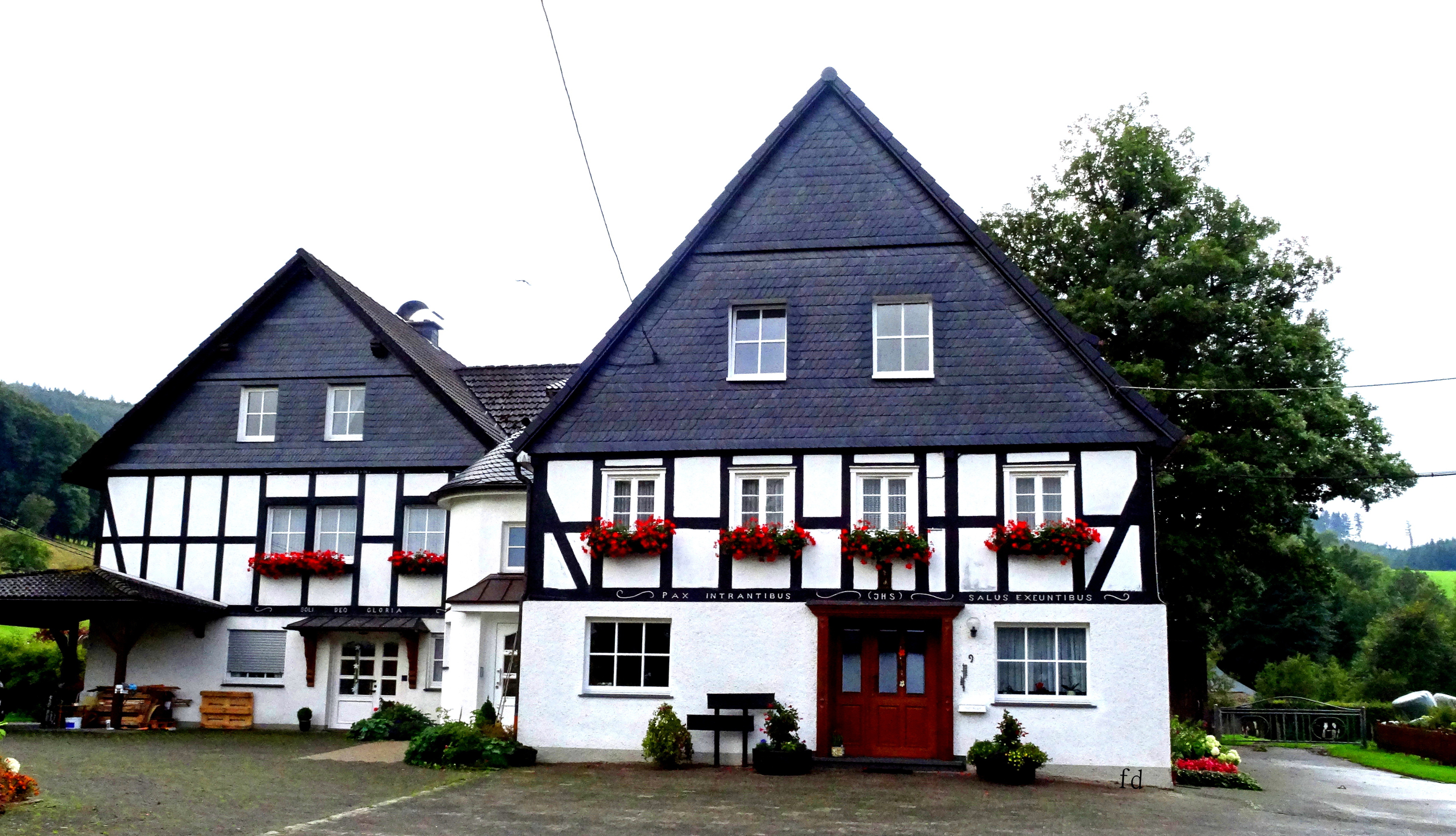
Geburtshaus von Christine Koch in Herhagen

Christine Koch, geb. Wüllner, (* 23. April 1869 in Herhagen, Gemeinde Eslohe; † 18. April 1951 in Schmallenberg-Bracht) war eine deutsche Lyrikerin sauerländischer Mundart.

## Leben und Werk
Christine Koch war das fünfte von sieben Kindern des Bauern Casper Wüllner und seiner Ehefrau Therese Mathilde Luise Nolte. Nach dem Besuch der Volksschule in Reiste und des Lehrerseminars in Duderstadt wirkte sie von 1888 bis 1902 als Lehrerin in Padberg (Sauerland). Anschließend war sie Schulleiterin in einer Mädchenschule in Vogelheim im heutigen Stadtteil Essen-Borbeck, bis sie sich 1905 aus gesundheitlichen Gründen entschied, den Schuldienst zu verlassen. Am 3. Mai 1905 heiratete sie in Bracht (Gemeinde Schmallenberg) den dortigen Gast- und Landwirt Wilhelm Koch. Dieser war gleichzeitig ihr Vetter. Nach dessen Tod 1943 übernahm sie die Gaststätte und war als Wirtin tätig. Ihr Schwager war der Lehrer und Autor Franz Joseph Koch. Die Familie Koch hatte in den 1920er Jahren erhebliche wirtschaftliche Schwierigkeiten. 1931 musste ein Teil des Besitzes verkauft werden. Hinzu kamen gesundheitliche Probleme der Autorin.
Neben der Arbeit als Mutter, Haus- und Landfrau und Gastwirtin schrieb Christine Koch Erzählungen und Gedichte in Sauerländer Mundart. Besonders bekannt wurde sie mit ihren Heimat- und Naturgedichten. Georg Hermann Nellius gab ihr den Beinamen „sauerländische Nachtigall“. 1923 erschien in der Zeitschrift des Sauerländer Heimatbundes De Suerländer ihr erstes Gedicht, 1924 ihr erstes Buch Wille Räousen, 1929 der zweite Gedichtband Sunnenried. 1927 erschien ihr Prosaband Rund ümme’n Stimmstamm rümme. Sie habe, bemerkt ihr Biograf Willy Knoppe, in den 1920er Jahren Gedichte mit „völkisch-nationalistischen Gestus“ geschrieben. Für „völkisch-nationalistisches Gedankengut“ sei sie biografisch „prädisponiert“ gewesen. Sie habe „Klischees der ‚Heimatkunst‘“ aufgegriffen, wenn sie auch nicht in diesem Konzept aufgehe.
Ende der 1920er Jahre gründete der Komponist Georg Hermann Nellius den Sauerländischen Künstlerkreis (SKK), dem Christine Koch beitrat und mit ihr unter anderen auch ihre Freundin Josefa Berens-Totenohl sowie Maria Kahle, beide ebenfalls Schriftstellerinnen und als solche völkische „politische Aktivistinnen“. Geleitet wurde der Kreis in den Folgejahren von Hans Menne, frühes NSDAP-Mitglied.
Nellius vertonte zahlreiche Texte von Koch. Seine 1932 mit einem Staatspreis ausgezeichnete Deutsche Messe war nach einem ihrer Texte komponiert. Berens-Totenohl illustrierte mehrere ihrer Bücher. Sie hielt auch die Laudatio 1939 bei der Verleihung des Klaus-Groth-Preises.
Für Kochs politische Lyrik ab 1933 steht ein von Willy Knoppe in seiner Koch-Dissertation zitiertes Gedicht von 1934 mit den Zeilen:
„Duitsland is frey, van Sklavensäilen lieg.

Seyn Schild is blank im schärpsten Iutlandsäuge.

Fiär usen gräuten Führer Heil un Sieg!

Un allewiäg duitsk, un allewiäg trui!“
Ebenfalls von 1934 zitiert Knoppe ein „Gedenken an die Auslandsdeutschen“ zum Lehrerfest in Obermarsberg:
„In Truie verbungen,

van Laiwte ümmeslungen,

diär Scholle verswuaren,

dai us gebuaren,

stolz, wäikun hart

is duitske Aart.

Äin Volk, äin Land,

äin Führer, äin Band

fiär alles, wat duitsk un stammesverwandt.“
Knoppes Fazit lautet, Kochs Gedichte beinhalteten „eine patriotische bis völkisch-nationalistische Tendenz“. „Darin eingeschlossen“ seien „auch Gedichte mit einer offenen Parteinahme für Hitler und die NSDAP.“ Sie weise auch sozialdarwinistische Züge und „Zeichen mangelnder Toleranz Andersdenkender“ [gemeint offenbar: gegenüber Andersdenkenden] auf, so wenn sie die Metapher vom zu beseitigenden „Unkruit“ verwende oder die Gegner des Plattdeutschen mit der Bemerkung bedenke: „un wai’t verachtet, is krank.“ Der Literaturwissenschaftler Steffen Stadthaus von der Literaturkommission des Landschaftsverbands Westfalen-Lippe rechnet sie gemeinsam mit Maria Kahle „der völkischen Literaturszene“ zu.
Der Publizist und Heimatforscher Peter Bürger demgegenüber sieht in ihr eine „Patriotin“, wie sich mit ihrer „Kriegs- und Feldpostdichtung“ erweise, die „ohne ersichtliche Vorbehalte“ gewesen sei. Sie sei sich einer „Differenz zur Weltanschauung der Freundin Josefa Berens durchaus bewußt gewesen“. Gleichwohl habe Koch auf der Grundlage ihrer deutsch-nationalen Gesinnung „spätestens 1932“ teilgehabt „am Rechtsruck in breiten Kreisen“. Bürger zitiert in diesem Kontext einen Weihespruch von Koch zur Einweihung des Kriegerdenkmals in Schliprüthen im November 1933:
„Wir aber, die leben, sind ihre Erben,

Erben von Treue und Heldenblut.

Und ginge eine Welt darüber in Scherben:

Ungebrochen bleibt deutscher Mut.“
Das Führer-Lob habe nach 1936 aufgehört, und Koch sei keine Antisemitin gewesen. Sie habe „betonte Solidarität mit Außenseitern oder Heimatlosen“ gezeigt. Manche „Beispiele ihrer Lyrik“ wiesen „ein hohes Maß an formaler Kunst auf“.
Der NSDAP trat Koch nicht bei, wohl aber schon 1933 der Reichsschrifttumskammer, wozu sie einen Ariernachweis vorlegte.

## Ehrungen
- 1939: Preisträgerin des zum ersten Mal gestifteten, mit 1.000 Reichsmark dotierten Klaus-Groth-Preises für niederdeutsche Dichtung und Lyrik
- 1943: letzte Empfängerin des von 1935 bis 1943 alle zwei Jahre vergebenen, mit 10.000 Reichsmark dotierten Westfälischen Literaturpreises nach Josefa Berens-Totenohl, Maria Kahle, Karl Wagenfeld und Heinrich Luhmann
- 1944: Ehrenmitgliedschaft im Sauerländischen Gebirgsvereins (SGV)
- 1969: zahlreiche Beiträge zum hundertsten Geburtstag in westfälischen Zeitungen und Zeitschriften, so u. a. von Heinrich Kleibauer,[19] Ferdinand Tönne[20] und Heinrich Luhmann. Kleibauer bezeichnete sie aus diesem Anlass als „bedeutendste plattdeutsche Lyrikerin aus dem Sauerland“,[21] Tönne als „äine der Besten iut uesem Lanne“.[22]
- 1995: Enthüllung einer Gedenktafel in dem Dorf Padberg bei Marsberg an der ehemaligen Volksschule
- 2007: Enthüllung eines Denkmals in ihrem vormaligen Wohnort, dem Dorf Bracht in der Gemeinde Schmallenberg

1929 versuchten der Sauerländische und der Westfälische Heimatbund vergeblich, bei der Regierung in Arnsberg und der preußischen Regierung in Berlin als „Ehrengabe“ eine Pension als Hauptlehrerin zu erwirken. Der Appell war u. a. von Heinrich Luhmann und Karl Wagenfeld unterzeichnet.
Drei sauerländische Schulen (in Schmallenberg, Eslohe, Bamenohl) und mehrere Straßen, ein Wanderweg des SGV und ein Wanderheim bei Schmallenberg wurden nach ihr benannt.
Im Februar 2014 wurde ein Bürgerantrag an die Stadt Schmallenberg gerichtet, nach dem Straße und Schule dort nach Hans Frankenthal umbenannt werden sollten, da Koch der völkischen Literaturszene angehört habe und ein Teil ihrer Gedichte völkisch-nationalsozialistische Tendenzen sowie eine offene Parteinahme für Adolf Hitler und seine NSDAP aufweise. Einige Monate später wurden Bürgerantrag und Umbenennung vom Stadtrat mehrheitlich abgelehnt, da ausweislich der Angaben des Experten Peter Bürger Koch zwar kein widerständiges Vorbild, jedoch keine Nationalsozialistin und Antisemitin, vielmehr nur eine zeitweilige Mitläuferin gewesen sei. Zum 1. August 2020 wurde die Christine-Koch-Schule in Schmallenberg schließlich doch in Schule am Wilzenberg umbenannt.

## Christine-Koch-Mundartarchiv
Der Erforschung von Leben und Werk der Dichterin widmet sich seit 1987 das Christine-Koch-Mundartarchiv am Maschinen- und Heimatmuseum Eslohe. Es beherbergt den handschriftlichen Nachlass und ist Herausgeber der vierbändigen Werkausgabe samt Biographie und hochdeutschem Arbeitsbuch. 
Das Mundartarchiv ist thematisch nicht auf Christine Koch und die regionalen Dialekte beschränkt. Es fragt nach dem südwestfälischen „literarischen Erbe“, das auch und gerade völkische und nationalsozialistische Verfasser wie Maria Kahle, Josefa Berens-Totenohl, Heinrich Luhmann oder Karl Wagenfeld hinterließen, und bemüht sich um Aufarbeitung. Auf der Internetseite des Archivs sind Materialien zum aktuellen Forschungsstand eingestellt.

## Christine-Koch-Gesellschaft

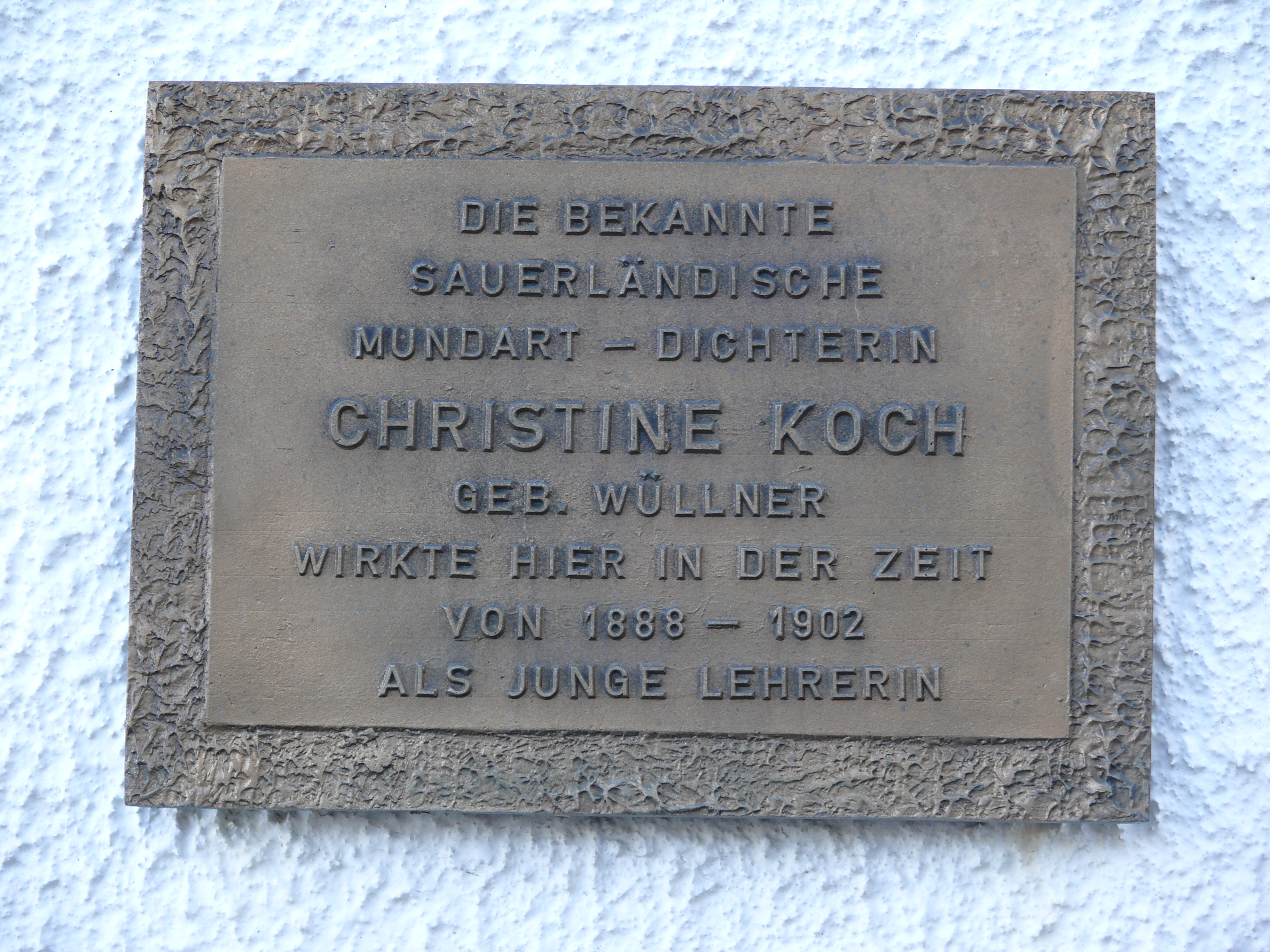
Gedenktafel für Christine Koch an der ehemaligen Volksschule in Padberg

Die Christine-Koch-Gesellschaft wurde 1993 als „Gesellschaft zur Förderung der Literatur im Sauerland“ in Schmallenberg gegründet. Vor allem will sie die Literatur im Sauerland und in Südwestfalen fördern und wissenschaftlich erforschen, regionale Gegenwartsautoren fördern und die Region literarisch präsentieren. Ein Bezug auf „Heimat“ wird als ein Punkt unter anderen angesprochen: Es gehe „unter anderem auch darum, die Bedeutung der charakteristischen und unverwechselbaren Landschaft des Sauerlandes in der Literatur sichtbar zu machen“. „Heimat irrlichtert innen und nirgends sonst.“
„Als weitere wichtige Aufgabe“ sehe die CKG „die Pflege des literarischen Erbes als wesentliche Aufgabe an.“ Sämtliches literarisches Schaffen im Sauerland, „egal, ob ein Bezug zur Vergangenheit oder Gegenwart herzustellen ist, egal ob hochdeutsche Literatur oder sauerländer [sic] Mundart vorliegt“, sei Gegenstand des Bemühens. Das schließt die hoch NS-belastete Blut-und-Boden-Literatur und die völkische „Heimatkunst“ des Sauerlands und des sonstigen Westfalens mit ein. In jüngster Zeit sind zu diesem Themenbereich kritische Ansätze und Initiativen aus dem Kreis der Mitgliedschaft festzustellen.
Die Christine-Koch-Gesellschaft unterhält in Schmallenberg ein Sauerländer Literaturarchiv mit rund 2.000 Periodika und Büchern. Die Bibliothek ist neben dem Stadtarchiv Schmallenberg im Schmalen Haus nahe dem Rathaus untergebracht. Das Archiv gehörte zum Nachlass des aus Sundern stammenden Schriftstellers Dietmar Rost, der Gründungsvorsitzender der Gesellschaft war. Mit rund 300 Mitgliedern ist die Christine-Koch-Gesellschaft der größte Literaturverein in Nordrhein-Westfalen.

## Schriften
- Wille Räusen. Gedichte in sauerländischer Mundart. Musik- und Kunstverlag König, Neheim 1924.
- Sunnenried. Gedichte in sauerländischer Mundart. Musik- und Kunstverlag König, Neheim 1929.
- Werke Teil 1: Gedichte in sauerländischer Mundart. Bearbeitet von Peter Bürger u. a. Fredeburg 1992.
- Werke Teil 2: Erzählungen und andere Prosa in sauerländischer Mundart. Fredeburg 1994.